# قائمة إذاعات الراديو التونسية
يرجع إنشاء أول إذاعة في تونس إلى 17 جوان 1935 تاريخ إطلاق راديو صفاقس و راديو بنزرت الخاصتين. سنة 1957 أسست مؤسسة الإذاعة والتلفزة التونسية للإشراف على القطاع، وفي مايو 1959 أصبحت الإذاعة الوطنية (التي ترجع جذورها إلى عام 1938) تبث للخارج عبر الموجات القصيرة. يحتوي المشهد الإذاعي حاليا على ما لا يقل على 29 إذاعة منها 10 حكومية: الإذاعة الوطنية التونسية، إذاعة قفصة، إذاعة الكاف، إذاعة المنستير، إذاعة صفاقس، إذاعة تطاوين، إذاعة تونس القناة الدولية، إذاعة الشباب، راديو بانوراما و إذاعة تونس الثّقافيّة، وعديد الإذاعات الخاصة: كموزاييك أف أم و جوهرة أف أم وكنوز اف ام و شمس أف أم و إكسبراس أف أم و كاب أف أم و إذاعة القرأن الكريم.يشرف على الجانب التقني للبث الديوان الوطني للإرسال الإذاعي والتلفزي عبر إستغلال عدة محطات إرسال أبرزها محطة الجديّدة، قفصة، حربوب للموجات المتوسطة وسيدي منصور بصفاقس للموجات القصيرة.تحتوي هذه المقالة على قائمة إذاعات الراديو التونسية التي تستقبل إف إم واحدة على الأقل.
| الاسم               | تاريخ التأسيس     | منطقة البث                                                              | اللغة                                       | النوع  |
| ------------------- | ----------------- | ----------------------------------------------------------------------- | ------------------------------------------- | ------ |
| الإذاعة الوطنية     | 15 أكتوبر 1938    | كامل الأراضي                                                            | عربية                                       | عمومية |
| إذاعة تونس الدولية  | فبراير 1960       | كامل الأراضي                                                            | فرنسية، إنجليزية، ألمانية، إيطالية، إسبانية | عمومية |
| إذاعة صفاقس         | 8 ديسمبر 1961     | الوسط والجنوب الشرقي وجزيرة قرقنة                                       | عربية                                       | عمومية |
| إذاعة المنستير      | 3 أغسطس 1977      | الساحل والوطن القبلي                                                    | عربية                                       | عمومية |
| إذاعة قفصة          | 7 نوفمبر 1991     | الجنوب والوسط الغربي والكاف وسليانة                                     | عربية                                       | عمومية |
| إذاعة الكاف         | 7 نوفمبر 1991     | الشمال الغربي وبنزرت وزغوان وسوق أهراس الجزائرية                        | عربية                                       | عمومية |
| إذاعة تطاوين        | 7 نوفمبر 1993     | الجنوب الشرقي وجزيرة جربة                                               | عربية                                       | عمومية |
| إذاعة الشباب        | 7 نوفمبر 1995     | كامل الأراضي                                                            | عربية                                       | عمومية |
| إذاعة تونس الثقافية | 29 مايو 2006      | كامل الأراضي                                                            | عربية                                       | عمومية |
| راديو بانوراما      | 13 أكتوبر 2016    | تونس الكبرى                                                             | عربية                                       | عمومية |
| موزاييك أف أم       | 7 نوفمبر 2003     | كامل الأراضي                                                            | عربية                                       | خاصة   |
| جوهرة أف أم         | 25 يوليو 2005     | الساحل والوطن القبلي وتونس الكبرى وسيدي بوزيد                           | عربية                                       | خاصة   |
| إذاعة الزيتونة      | 13 سبتمبر 2007    | كامل الأراضي                                                            | عربية                                       | خاصة   |
| إذاعة كلمة          | 2008 1 يوليو 2011 | تونس الكبرى وجنوب الوطن القبلي                                          | عربية                                       | خاصة   |
| شمس أف أم           | 27 سبتمبر 2010    | تونس الكبرى والوطن القبلي وبنزرت وسوسة والمنستير وصفاقس والقيروان وقفصة | عربية                                       | خاصة   |
| إكسبراس أف أم       | 21 أكتوبر 2010    | تونس الكبرى والوطن القبلي وصفاقس                                        | عربية                                       | خاصة   |
| راديو 6             | 14 فبراير 2011    | تونس الكبرى وجنوب الوطن القبلي                                          | عربية                                       | خاصة   |
| كيف أف أم           | 2011              | تونس الكبرى والوطن القبلي                                               | عربية                                       | خاصة   |
| أكسيجين أف أم       | 15 أكتوبر 2011    | تونس الكبرى وبنزرت                                                      | عربية                                       | خاصة   |
| إذاعة الكرامة       | 2011              | سيدي بوزيد                                                              | عربية                                       | خاصة   |
| الشعانبي أف أم      | 24 مايو 2015      | القصرين                                                                 | عربية                                       | خاصة   |
| صوت المناجم         | 2011              | قفصة                                                                    | عربية                                       | خاصة   |
| إذاعة إي أف أم      | 4 نوفمبر 2011     | تونس الكبرى والوطن القبلي والساحل                                       | عربية                                       | خاصة   |
| أوازيس أف أم        | 29 ديسمبر 2011    | قابس                                                                    | عربية                                       | خاصة   |
| صبرة أف أم          | 14 يناير 2012     | القيروان                                                                | عربية                                       | خاصة   |
| كاب أف أم           | 24 مارس 2012      | تونس الكبرى والوطن القبلي                                               | عربية                                       | خاصة   |
| أوليس أف أم         | 16 يونيو 2012     | مدنين                                                                   | عربية                                       | خاصة   |
| كنوز أف أم          | 2014              | سوسة والمنستير والمهدية والحمامات وزغوان                                | عربية                                       | خاصة   |
| ديوان أف أم         | 20 أبريل 2015     | تونس الكبرى وصفاقس وقابس والساحل والوطن القبلي                          | عربية                                       | خاصة   |
| راديو ماد           | 5 مايو 2015       | تونس الكبرى والوطن القبلي                                               | عربية                                       | خاصة   |
| سيليوم اف ام        | 23 مايو 2016      | القصرين و ضواحيها                                                       | عربية                                       | خاصة   |
| إرادة أف أم         | 2017              | بنقردان و ضواحيها                                                       | عربية                                       | خاصة   |
| إذاعة القرآن الكريم | 30 نوفمبر 2017    | تونس الكبرى                                                             | عربية                                       | خاصة   |
| جفارة أف أم         | 1 مارس 2019       | بنقردان و ضواحيها                                                       | عربية                                       | خاصة   |